# Santa Luzia do Pará
Santa Luzia do Pará là một đô thị thuộc bang Pará, Brasil. Đô thị này có diện tích 1350,772 km², dân số năm 2007 là 18087 người, mật độ 13,39 người/km².